# أكيتشا (أسطورة)
أكيتشا (بالإنجليزية: Akycha)‏ في أساطير الإسكيمو هي شمس شعب الإنويت الذي يسكن في الإسكيو.